# Борисково (Бежаницкий район)
Борисково — деревня на юго-западе Бежаницкого района Псковской области. Входит в состав сельского поселения Кудеверская волость.

## География
Расположена на Бежаницкой возвышенности, на северном берегу озера Бардово, в 9 км к югу от волостного центра Кудеверь и в 57 км к юго-западу от райцентра Бежаницы.

## Население
Численность населения деревни по состоянию на 2000 год составляла 13 жителей.

## История
До 2005 года деревня входила в состав ныне упразднённой Бардовской волости.